# Sieben Schmerzen Mariens (Rabštejn nad Střelou)

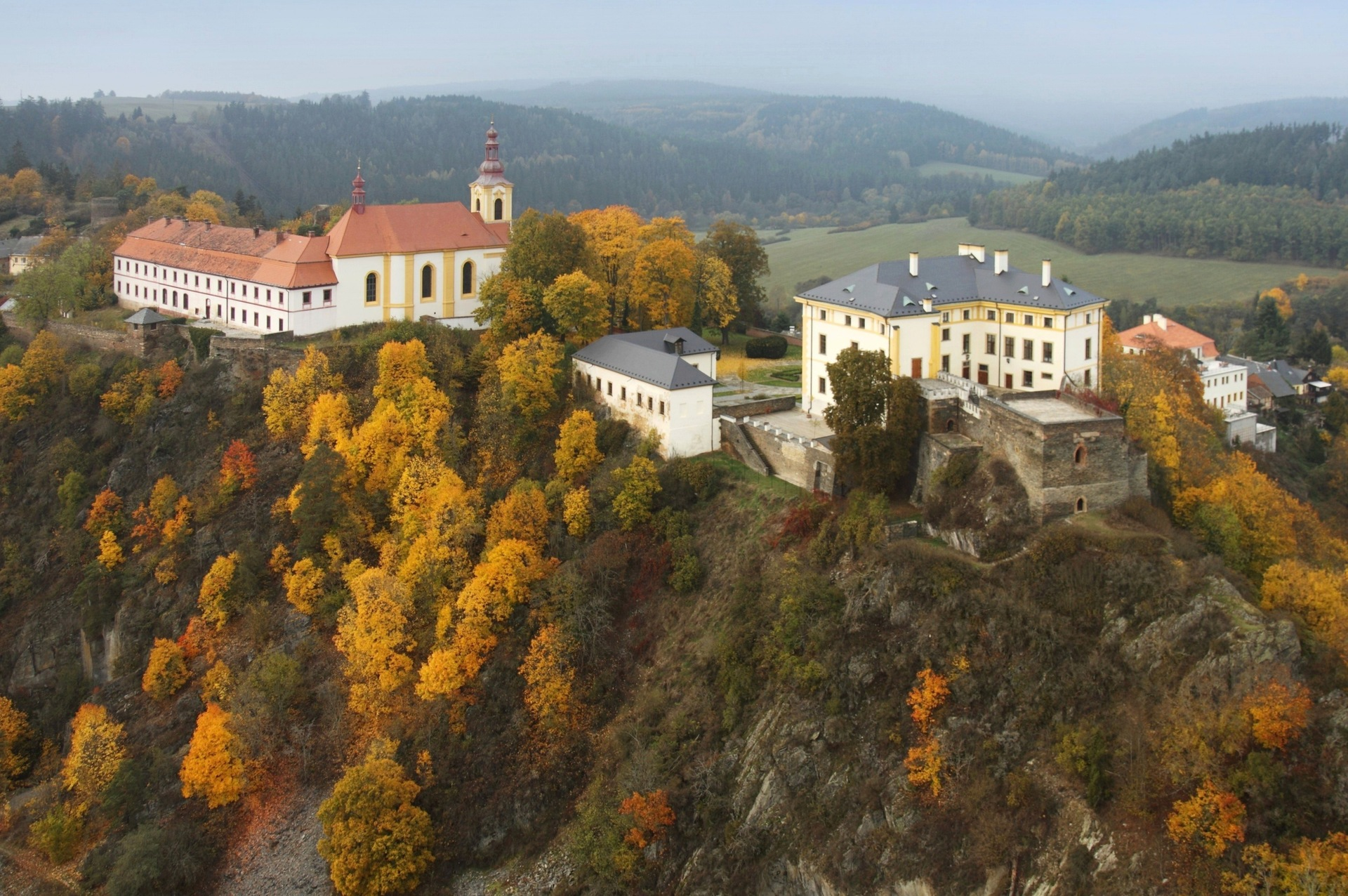
Schloss und Kloster Rabenstein

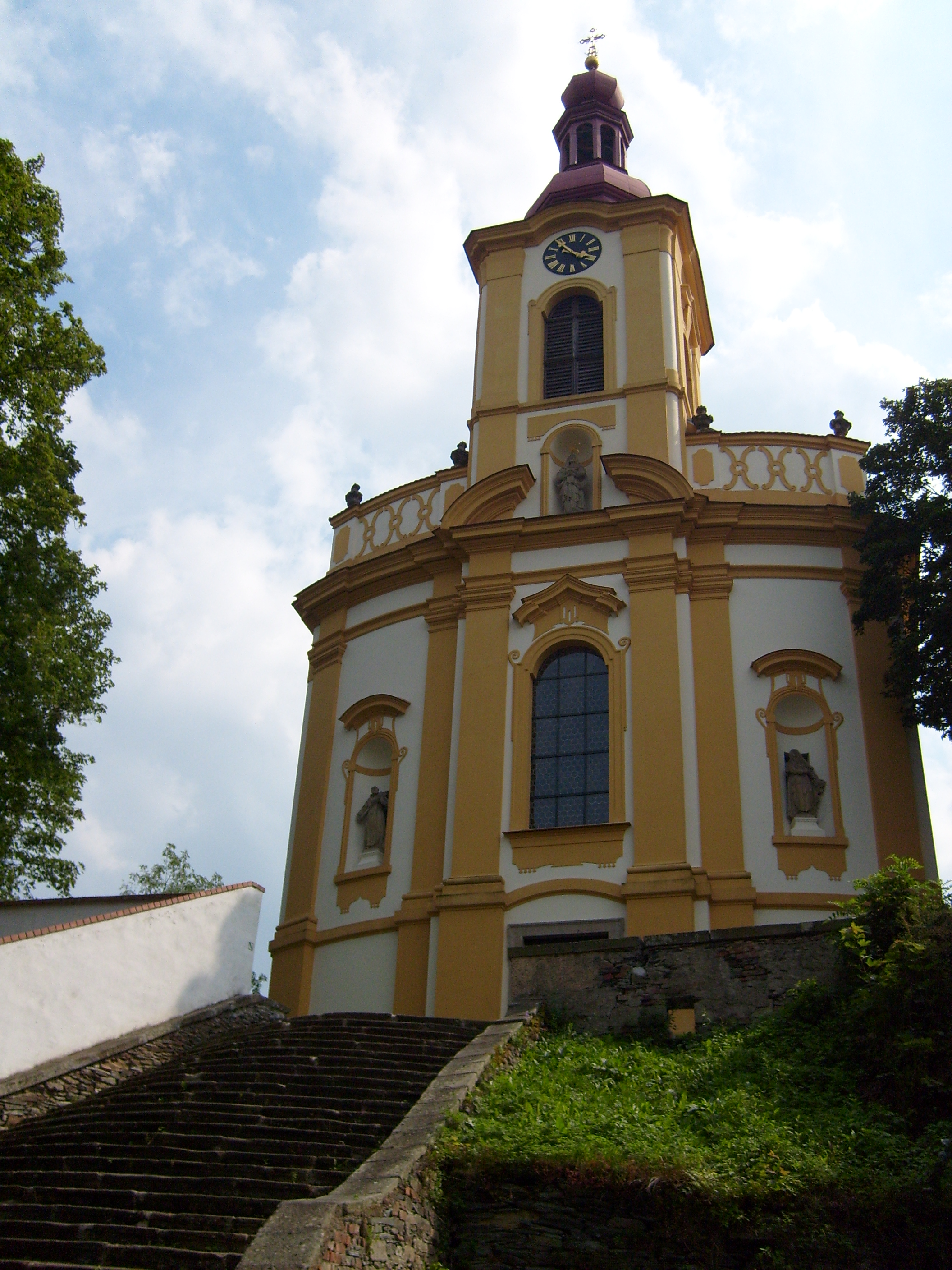
Fassade der Kirche

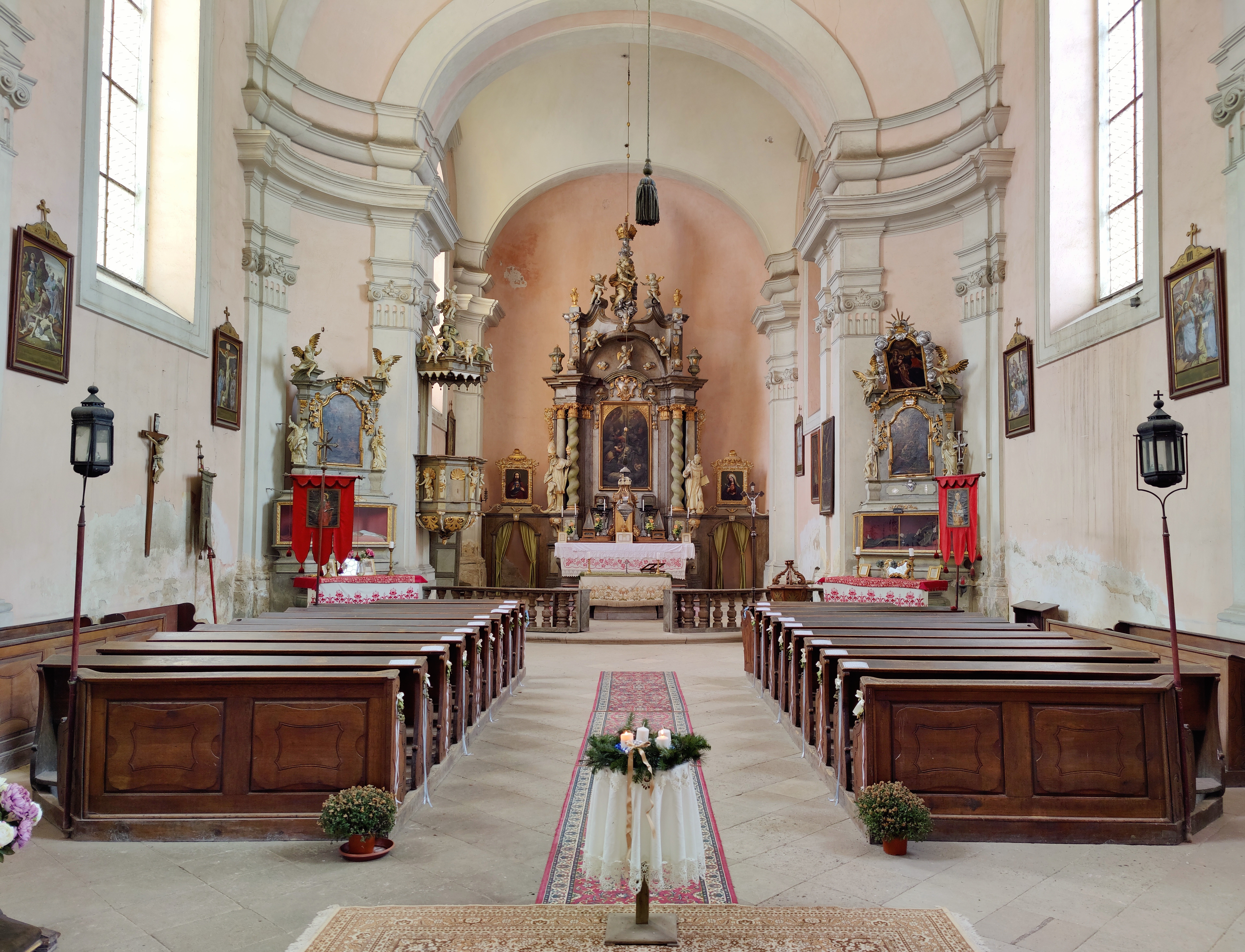
Innenraum (2021)

Die Kirche der Sieben Schmerzen Mariens (tschechisch Kostel Panny Marie Bolestné) ist eine ehemalige römisch-katholische Klosterkirche in Rabštejn nad Střelou (deutsch Rabenstein an der Schnella), einem Ortsteil der Stadt Manětín im Okres Plzeň-sever in Tschechien.

## Geschichte
1483 hatten die Herren von Guttenstein neben ihrer Burg Rabenstein ein Karmelitenkloster gegründet und dieses dem Patrozinium Mariä Verkündigung gewidmet. Im Zuge der Gegenreformation stifteten 1666 Sebastian von Pötting und seine Frau Esther Candida anstelle des aufgelassenen Klosters ein Servitenkloster, das zugleich als Hauskloster der Familie diente. Nachdem 1748 die Familie Lažanský Ort und Schloss Rabenstein erworben und zu ihrem Herrschaftssitz ausgebaut hatte, ließ sie in den Jahren 1766 bis 1767 an der Südseite des Burgareals nach Plänen von Anselmo Lurago die spätbarocke Kirche erbauen, die dem Gedächtnis der Schmerzen Mariens gewidmet wurde. Nach der Aufhebung des Servitenklosters im Josephinismus 1787 wurde die bisherige Klosterkirche anstelle der abgerissenen Kirche St. Matthäus zur neuen Pfarrkirche, das ehemalige Kloster diente als Pfarrhaus und Pfarrschule.

## Architektur
Die erhöht auf dem Burgfelsen zwischen Schloss und Kloster gelegene ehemalige Klosterkirche ist als zweijochige Saalkirche mit eingezogenem Chor und Fassadenturm ausgeführt. Ihr Außenbau wird durch dorische Pilaster gegliedert. Die über eine Freitreppe erreichbare Fassade ist segmentbogig vorgewölbt, der als Turmunterbau dienende Mittelteil vorgezogen und mit einem Sprenggiebel betont, das Glockengeschoss mit einer geschweiften Haube und Laternenaufsatz versehen. Der Kirchenraum wird durch eine komposite Pilasterordnung gegliedert und von einem Platzlgewölbe, sogenannten „Böhmischen Kappen“, gedeckt. Der Übergang vom Schiff zum Chor geschieht mittels einer viertelkreisförmigen  Ausrundung.

## Orgel

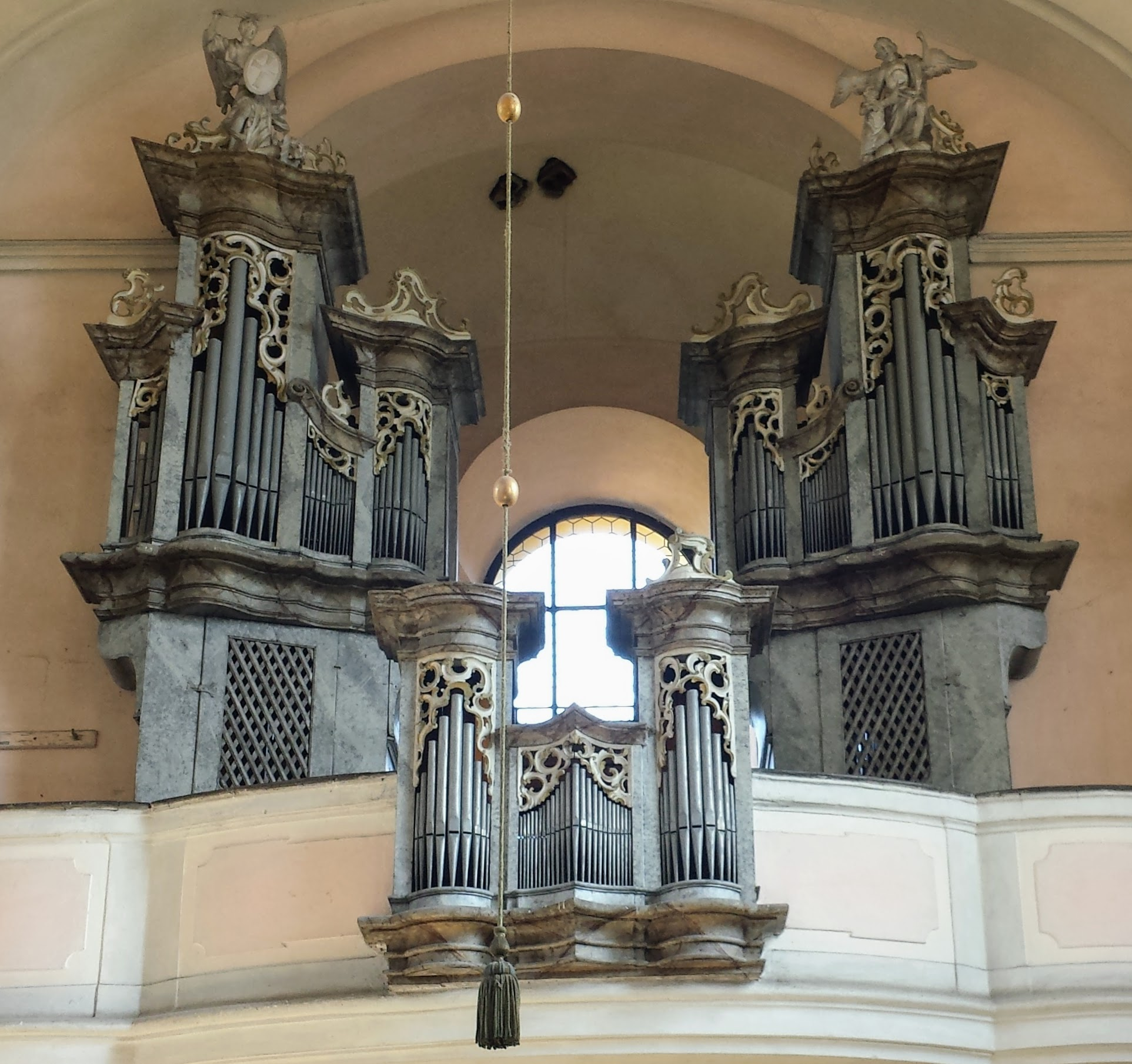
Orgel (2013)

Die mit zweigeteiltem Prospekt zuseiten des Westfensters aufgestellte Orgel wurde 1793 von Anton Reiss aus Prag erbaut und hat sich weitgehend in unverändertem Zustand erhalten. Das Werk wurde 1888 durch den Orgelbauer Johann Fischpera aus Schüttenhofen überholt. 2019–2022 fand eine Gesamtrestaurierung durch Dalibor Michek statt. Ihre Disposition lautet:
| I Hauptwerk CDEFGA–c3 |            |    |
| 1.                    | Flöte      | 8′ |
| 2.                    | Salicional | 8′ |
| 3.                    | Principal  | 4′ |
| 4.                    | Quinta     | 3′ |
| 5.                    | Octava     | 2′ |
| 6.                    | Mixtura IV | 1′ |

| II Rückpositiv CDEFGA–c3 |              |    |
| 7.                       | Copula major | 8′ |
| 8.                       | Copula minor | 4′ |
| 9.                       | Principal    | 2′ |
| 10.                      | Octava       | 1′ |

| Pedal CDEFGA–f,Fis,g,Gis,a |            |     |
| 11.                        | Sub.Bass   | 16′ |
| 12.                        | Octav.Bass | 8′  |

- Koppeln: Manualschiebekoppel II/I